# Maurice Trogoff
Pour les articles homonymes, voir Trogoff.
Maurice Trogoff, né le 26 juin 1934 à Rennes et mort le 1er septembre 2000 à Plougrescant, est un journaliste, écrivain, poète et romancier français spécialisé, notamment, dans la culture bretonne. 

## Biographie

### Jeunesse
Né le 26 juin 1934 à Rennes, il est le fils de Jean Trogoff, journaliste, chef du service maritime de L'Ouest-Éclair jusqu'en 1968 et écrivain. Il a grandi chez sa grand-mère à Boloï à Pleudaniel, dans les Côtes-du-Nord. Bon élève, il poursuit, à Paris, des études de journalisme.
Il épouse Geneviève avec qui il aura trois enfants : Hervé, Pascal et Isabelle. Il s'est éteint le 1er septembre 2000 à Plougrescant, dans le Trégor costarmoricain.

### Journalisme
Il est engagé comme journaliste au journal Ouest-France en 1956 à l'âge de 22 ans. Il y devient critique de radio et de télévision. En 1966, il sera nommé responsable du service télévision jusqu'en 1987.
En 1987, François Régis Hutin lui confie la responsabilité d'Édilarge, le département livre du groupe Ouest France et il devient directeur des éditions Ouest-France, jusqu'à sa retraite, en 1991.

### Engagements associatifs

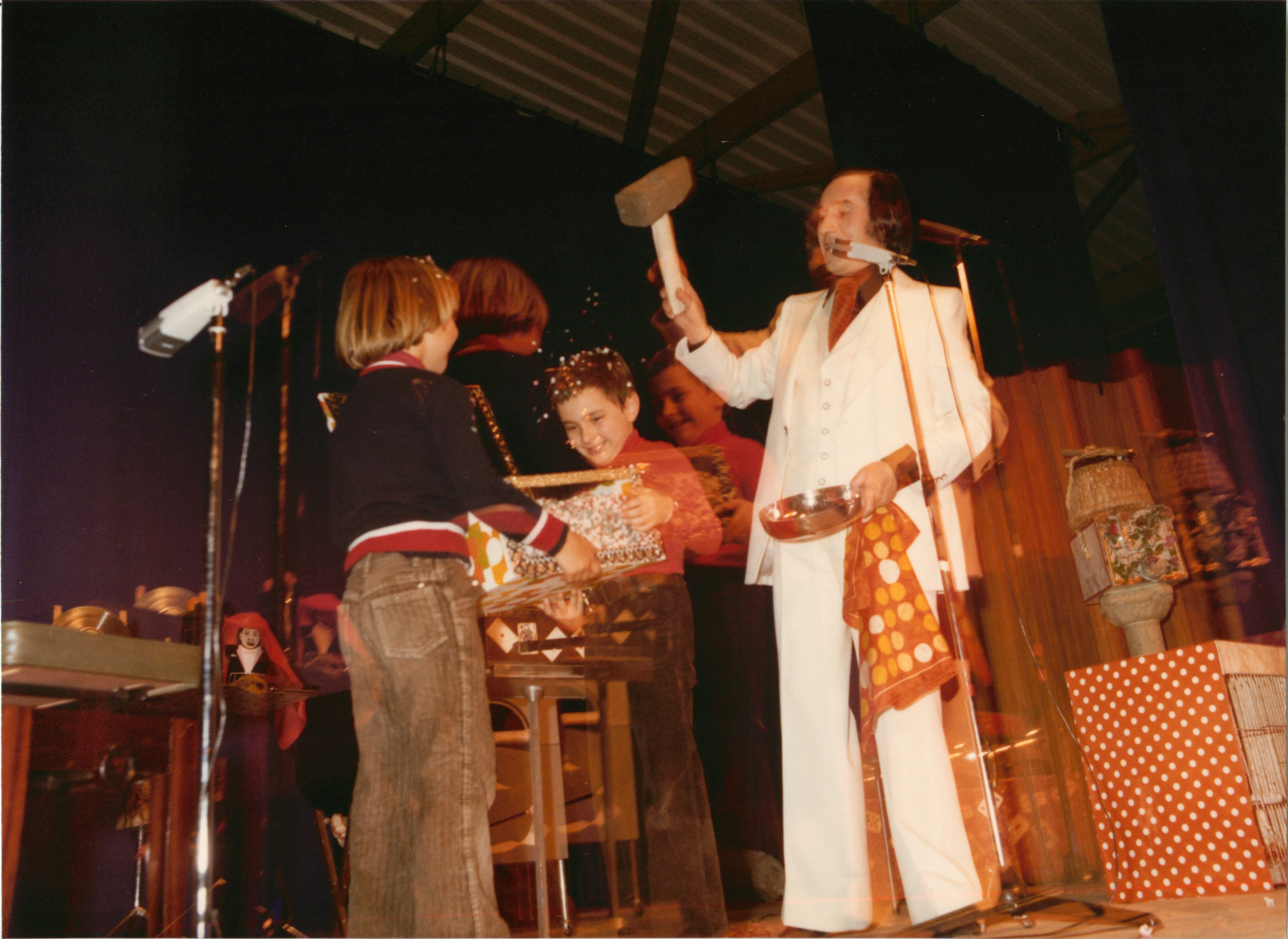
Garcimore au festival de l'Ille, Betton 1977.

Il s'installe à Betton en 1973. Rapidement, il se lie d'amitié avec le maire, Jean-François Tourtelier, avec qui il crée en 1976 l'association du Festival de l'Ille, en vue d'organiser une semaine de festivités, d'expositions et de spectacles, mélangeant professionnels et amateurs. Grâce à ses contacts dans le monde des médias, il réussit à attirer de nombreux artistes ; s'y produiront Garcimore,  Pierre-Jakez Hélias, Alan Stivell, Les Frères Jacques, le Golden Gate Quartet ou Jaïro.
Il s'implique aussi dans le premier groupe de travail  qui rassemble élus et amis enseignants en vue de formaliser le jumelage et tous les échanges et voyages scolaires qui s'ensuivront avec la ville de Morethonhampstead en Angleterre. Maurice Trogff sera le premier président du Comité de Jumelage.

### Romancier
Il publie de la poésie et des nouvelles avant de commencer une carrière de romancier ; retraité de son métier de journaliste, il retourne dans son Trégor natal et s'installe à Plougrescant, dans les Côtes-d'Armor au début des années 1990.  

## Publications
- Mémoires sauvages (2002) Liv'Poche, Liv'Éditions  (ISBN 2844970311 et 9782844970312)
- Du pays des lutins au royaume des étoiles et Le sac à malices du petit Lucas, Jodem
- Ailleurs, si j'y vais !, Liv'Poche, Liv'Éditions  (ISBN 2844970222 et 9782844970220)
- Pirates & flibustiers, écumeurs des mers (1999), Liv'Éditions, GF  (ISBN 9782910781989)
- Le chien de Mozart, nouvelles, Aigues-Vives, HB éditions (1998/1999)[8]  (ISBN 2911406575 et 9782911406577)
- Narcisse ou L'aventure sauvage (1998), roman sur la vie de Narcisse Pelletier, Liv'Éditions, Létavia Jeunesse,  (ISBN 2910781755 et 9782910781750)
- Le Trégor, guide régional, Éditions Ouest-France, 1997, avec Daniel Mingant (photographies) (ISBN 2737321123 et 9782737321122)
- La farce est jouée !, roman, Le Faouët, Liv'Éditions, 1996  (ISBN 2910781100 et 9782910781101)
- Les Frères Bonnec, Pasco, 1989 ; réédition préfacée de Maurice Trogoff par Ouest France, 1989 ; traduit en anglais sous le titre The Bonnec Brothers par Tréville, 1991.
- Nouchka : confidences d'une chienne instinlligente, Rennes, 1987  (ISBN 2737301254 et 9782737301254)
- Mémoires sauvages, Rennes, 1985 , éditions Ouest France  (ISBN 2858826412 et 9782858826414) [9]
- Le Nouvelloscope, Rennes, 1971
- D'amour et d'eau fraîche, Rennes, 1957, imprimeries Simon

## Prix
- Prix Pierre Mocaër (décerné par l'Association des écrivains Bretons pour un livre d'histoire de Bretagne) en 1985 pour Mémoires sauvages (éd. Ouest-France)[10],[11],
- Prix Pascal-Pondaven pour Narcisse ou l'aventure sauvage[réf. nécessaire]
- Prix Sacha Guitry en 1984, pour Nouchka : confidences d'une chienne instinlligente[12]